# Aulacus jeoffreyi
Aulacus jeoffreyi är en stekelart som beskrevs av Alekseev 1993. Aulacus jeoffreyi ingår i släktet Aulacus och familjen vedlarvsteklar. Inga underarter finns listade.